# Ušivac
Ušivac je naseljeno mjesto u sastavu općine Bosanska Dubica, Republika Srpska, BiH.

## Stanovništvo
| Ušivac             |              |
| godina popisa      | 1991.        |
| Srbi               | 130 (99,24%) |
| Hrvati             | 0            |
| Muslimani          | 0            |
| Jugoslaveni        | 1 (0,76%)    |
| ostali i nepoznato | 0            |
| ukupno             | 131          |